# Färöische Fußballmeisterschaft 1956
Die Färöische Fußballmeisterschaft 1956 wurde in der Meistaradeildin genannten ersten färöischen Liga ausgetragen und war insgesamt die 14. Saison. Sie startete am 29. April 1956 und endete am 5. August 1956.
VB Vágur kehrte nach zwei Jahren in die höchste Spielklasse zurück. Meister wurde KÍ Klaksvík, die den Titel somit zum sechsten Mal erringen konnten. Titelverteidiger HB Tórshavn landete auf dem dritten Platz.
Im Vergleich zur Vorsaison verbesserte sich die Torquote auf 4,32 pro Spiel, was den höchsten Schnitt seit 1950 bedeutete. Den höchsten Sieg erzielte KÍ Klaksvík mit einem 7:1 im Heimspiel gegen TB Tvøroyri, was neben dem 6:2 zwischen HB Tórshavn und VB Vágur sowie dem 4:4 zwischen VB Vágur und KÍ Klaksvík auch das torreichste Spiel darstellte.

## Modus
In der Meistaradeildin spielte jede Mannschaft nun an acht Spieltagen jeweils zweimal gegen jede andere. Die punktbeste Mannschaft zu Saisonende stand als Meister dieser Liga fest, eine Abstiegsregelung gab es nicht.

## Saisonverlauf
KÍ Klaksvík gewann gegen TB Tvøroyri am zweiten Spieltag zu Hause mit 7:1 und eroberte somit die Tabellenspitze, die auch nach einem 2:2 im Heimspiel gegen HB Tórshavn sowie einem 4:4 im Auswärtsspiel gegen VB Vágur an den nächsten beiden Spieltagen Bestand hatte. Es folgten drei Siege, das Rückspiel gegen TB am vorletzten Spieltag verlor KÍ jedoch mit 1:4, die nun aufgrund zweier Niederlagen gegen beide Mannschaften aus Tórshavn zwei Punkte zurück lagen. KÍ Klaksvík sicherte sich die Meisterschaft durch einen 3:2-Heimsieg gegen B36 Tórshavn, so dass auch der 3:2-Auswärtssieg von TB Tvøroyri gegen VB Vágur nichts mehr nutzte.

## Abschlusstabelle
| Pl. | Verein             | Sp. | S | U | N | Tore    | Quote | Punkte |
| --- | ------------------ | --- | - | - | - | ------- | ----- | ------ |
| 1.  | KÍ Klaksvík        | 8   | 5 | 2 | 1 | 025:140 | 1,79  | 12:40  |
| 2.  | TB Tvøroyri        | 8   | 5 | 0 | 3 | 019:170 | 1,12  | 10:60  |
| 3.  | HB Tórshavn (M, P) | 8   | 3 | 1 | 4 | 015:130 | 1,15  | 07:90  |
| 4.  | B36 Tórshavn       | 8   | 3 | 0 | 5 | 013:150 | 0,87  | 06:10  |
| 5.  | VB Vágur (N)       | 8   | 2 | 1 | 5 | 014:270 | 0,52  | 05:11  |

| (M) | Meister 1955     |
| (P) | Pokalsieger 1955 |
| (N) | Neuaufsteiger    |

## Spiele und Ergebnisse
|              | B36 | HB     | KÍ  | TB  | VB  |
| ------------ | --- | ------ | --- | --- | --- |
| B36 Tórshavn |     | 1:2    | 1:4 | 2:1 | 4:0 |
| HB Tórshavn  | 0:1 |        | 0:1 | 3:1 | 6:2 |
| KÍ Klaksvík  | 3:2 | 2:2    |     | 7:1 | 3:0 |
| TB Tvøroyri  | 2:1 | 2:1    | 4:1 |     | 5:0 |
| VB Vágur     | 3:1 | 0-:- 1 | 4:4 | 2:3 |     |

## Spielstätten
| Mannschaft   | Stadion        | Spielort |
| ------------ | -------------- | -------- |
| B36 Tórshavn | Gundadalur     | Tórshavn |
| HB Tórshavn  | Gundadalur     | Tórshavn |
| KÍ Klaksvík  | Við Djúpumýrar | Klaksvík |
| TB Tvøroyri  | Sevmýri        | Tvøroyri |
| VB Vágur     | Á Eiðinum      | Vágur    |

## Nationaler Pokal
Im Landespokal gewann TB Tvøroyri mit 5:2 gegen VB Vágur. Meister KÍ Klaksvík schied im Halbfinale gegen TB Tvøroyri aus.